# Xi’an (köpinghuvudort i Kina, Hunan Sheng, lat 28,47, long 111,05)
Xi'an (kinesiska: 西安, 西安镇) är en köpinghuvudort i Kina. Den ligger i provinsen Hunan, i den södra delen av landet, omkring 190 kilometer väster om provinshuvudstaden Changsha. Antalet invånare är 13 168. Befolkningen består av 6 310 kvinnor och 6 858 män. Barn under 15 år utgör 16,0 %, vuxna 15-64 år 71 %, och äldre över 65 år 11,0 %.
Runt Xi'an är det ganska tätbefolkat, med 185 invånare per kvadratkilometer. Närmaste större samhälle är Dongping, 18,0 km sydost om Xi'an. I omgivningarna runt Xi'an växer i huvudsak blandskog.
Genomsnittlig årsnederbörd är 1 952 millimeter. Den regnigaste månaden är maj, med i genomsnitt 358 mm nederbörd, och den torraste är december, med 48 mm nederbörd.